# Большой Остров (Тюменская область)
Большой Остров — деревня в Ишимском районе Тюменской области России. Входит в состав Боровского сельского поселения.

## История
До 1917 года входила в состав Жиляковской волости Ишимского уезда Тюменской губернии. По данным на 1926 год состояла из 85 хозяйств. В административном отношении входила в состав Смирновского сельсовета Жиляковского района Ишимского округа Уральской области.

## Население
| 2010 |
| ---- |
| 260  |

По данным переписи 1926 года в деревне проживало 452 человека (230 мужчин и 223 женщины), в том числе: русские составляли 100 % населения.
Согласно результатам переписи 2002 года, в национальной структуре населения русские составляли 90 % из 294 чел.